# Wake Up and Dream (film, 1946)
Pour les articles homonymes, voir Wake Up and Dream.
Pour plus de détails, voir Fiche technique et Distribution.
Wake Up and Dream est un film américain en noir et blanc réalisé par Lloyd Bacon, sorti en 1946.

## Fiche technique
- Titre original : Wake Up and Dream
- Réalisation : Lloyd Bacon
- Scénario : Elick Moll, d'après le roman The Enchanted Voyage Robert Nathan
- Direction artistique : J. Russell Spencer, Lyle Wheeler
- Décors : Jack Foster, Thomas Little
- Costumes : René Hubert
- Photographie : Harry Jackson
- Son : Harry M. Leonard, Winston H. Leverett
- Montage : Robert Fritch
- Musique : Cyril J. Mockridge
- Production : Walter Morosco
- Société de production et de distribution : 20th Century Fox
- Pays de production :  États-Unis
- Langue originale : anglais
- Format : noir et blanc — 35 mm — 1.37:1 — son monophonique
- Genre : Drame
- Durée : 92 min
- Date de sortie :
  - États-Unis : 2 décembre 1946

## Distribution

### Acteurs principaux
- John Payne : Jeff Cairn
- June Haver : Jenny
- Charlotte Greenwood : Sara March
- Connie Marshall : Nella Cairn
- John Ireland : Howard Williams
- Clem Bevans : Henry Pecket
- Charles Russell : Lieutenant Coles
- Lee Patrick : la blonde
- Charles D. Brown : lieutenant commandant
- Irving Bacon : l'employé du péage

### Acteurs secondaires
- Eddie Acuff : conducteur du bus (non crédité)
- Ernest Anderson : l'homme noir (non crédité)
- Stanley Andrews : Conducteur (non crédité)
- Oliver Blake : M. Agrippa (non crédité)
- Harlan Briggs : Praddle (non crédité)
- George Cleveland : Professeur Feverfew (non crédité)
- Marvin Davis : Lester Lucash (non crédité)
- Francis Ford : le vieil homme au comptoir (non crédité)
- Milton Kibbee : l'homme du courrier (non crédité)
- William Newell : le petit ami de la blonde (non crédité)
- Frank Orth : le livreur de lait (non crédité)
- Brick Sullivan : la garde côtière (non crédité)
- Minerva Urecal : Mme Edna Lucash (non créditée)